# Samuel Eto'o
Samuel Eto'o Fils, född 10 mars 1981 i Douala, är en kamerunsk före detta fotbollsspelare (anfallare). Han är sedan december 2021 president för det kamerunska fotbollsförbundet.
Eto'o blev utsedd till Afrikas bäste fotbollsspelare under 2003, 2004, 2005 och 2010 och har vunnit Uefa Champions League tre gånger; två gånger med den spanska storklubben Barcelona och en gång med Inter. Han är den tredje bäste målskytten i Barcelonas historia, med 108 mål på 145 matcher. Den 17 oktober 2007 blev han spansk medborgare.

## Klubblagskarriär
Säsongen 2005/2006 var Eto'o den bäste målskytten i Primera División med 26 mål, ett mer än Valencias David Villa. Eto'o har vunnit Uefa Champions League tre gånger, två gånger med den spanska storklubben Barcelona och en gång med Inter. Han är den tredje bäste målskytten i Barcelonas historia, med 109 mål på 145 matcher.
Samuel Eto'o har varit med om tre Champions League-finaler, två stycken med Barcelona 2006, 2009, och en med Inter 2010. Under hans första år i Inter 2010 gick han och hans lag vidare till finalen och vann den. Eto'o vann även Serie A med Inter. Eto'o är den enda spelaren i världen som har vunnit trippeln två säsonger i rad. En säsong med Barcelona (08/09) och säsongen efter med Inter (09/10). Eto'o är tillsammans med Gerard Piqué, Marcel Desailly och Paulo Sousa de enda spelarna som vunnit Champions League två år i rad med olika klubbar.
Eto'o ingick i det köp- och bytesavtal som tog Zlatan Ibrahimović till Barcelona 2009, då han skrev på ett femårs-kontrakt med Inter.
Den 23 augusti 2011 värvade den ryska klubben Anzji Machatjkala Eto'o, från Inter. Eto'o fick där världens högsta lön, för en fotbollsspelare, med 20,5 miljoner euro per säsong (200 miljoner i svenska kronor), under de 3 åren han har skrivit på för.
Eto'o skrev på för Chelsea sommaren 2013. Han gjorde hattrick mot Manchester United den 19 januari. Att det blir ytterligare tid i Premier League blev klart den 26 augusti 2014, när kameruniern valde att skriva på för Everton.
I augusti 2018 värvades Eto'o av Qatar SC.
I september 2021 tillkännagav Samuel Eto'o sin kandidatur till ordförandeskapet i Kamerun fotbollsförbund (Fecafoot).

## Landslagskarriär
Eto'o spelade för Kamerun i VM 1998, VM 2002, VM 2010 samt VM 2014. År 2000 vann han ett OS-guld med Kamerun och han har även vunnit Afrikanska mästerskapet två gånger.

### VM
- Deltagit: VM, 1998, 2002, 2010 och 2014.
- Spelminuter: 24 min 1998 och 270 min 2002.

## Meriter

### Barcelona
- La Liga: 2004/2005, 2005/2006, 2008/2009
- Uefa Champions League: 2005/2006, 2008/2009
- Copa del Rey: 2008/2009
- Supercopa de España: 2005, 2006

### Inter
- Serie A: 2009/2010
- Uefa Champions League: 2009/2010
- Coppa Italia: 2009/2010, 2010/2011
- Supercoppa italiana: 2010
- Världsmästerskapet i fotboll för klubblag: 2010

### Kameruns fotbollslandslag
- Afrikanska mästerskapet: 2000, 2002
- OS: 2000

### Individuellt
- Årets unga fotbollsspelare i Afrika: 2000
- Årets fotbollsspelare i Afrika: 2003, 2004, 2005, 2010
- FIFA World XI Team (FIFA:s Världslag): 2005, 2006
- Pichichi: 2006
- Guldfoten: 2015